# Пшикона
Пшикона (пол. Przykona) — село в Польщі, у гміні Пшикона Турецького повіту Великопольського воєводства.
Населення — 630 осіб (2011).
У 1975-1998 роках село належало до Конінського воєводства.

## Демографія
Демографічна структура станом на 31 березня 2011 року:
|          | Загалом | Допрацездатний вік | Працездатний вік | Постпрацездатний вік |
| -------- | ------- | ------------------ | ---------------- | -------------------- |
| Чоловіки | 299     | 68                 | 203              | 28                   |
| Жінки    | 331     | 76                 | 191              | 64                   |
| Разом    | 630     | 144                | 394              | 92                   |